# PO-552
La carretera autonómica de Galicia  PO-552  constituye una de las principales vías de comunicación de las localidades costeras del sur de la provincia de Pontevedra. Enlaza la ciudad de Vigo con Tuy y la frontera portuguesa siguiendo la ría de Vigo, el océano Atlántico y el curso inferior del río Miño.

## Nomenclatura
La Red Autonómica de Carreteras de Galicia (RAEGA, o Rede Autonómica de Estradas de Galicia) mantiene para la denominación de su Red Primaria Básica Convencional, a la que pertenece la  PO-552 , el distintivo provincial al inicio. Este es el motivo por el que no se denomina GA-552. En cuanto a la numeración, 552 le ha sido asignado porque supone la continuación de la  N-552 , perteneciente a la Red de Carreteras del Estado y que une las localidades de Redondela y Vigo. A su vez la denominación de esta se debe al sistema ideado por el ingeniero Victoriano Muñoz Oms en 1940, y que fue recogido en el cuarto Plan General de Carreteras de 1939-41 (llamado Plan Peña).
Hasta el cambio de titularidad y denominación de las carreteras de Galicia, la  PO-552  constituía el tramo Sur de la desaparecida carretera comarcal  C-550 

## Trayecto
Comienza su trazado en el Sureste de la ciudad de Vigo. Aunque inicialmente partía de la Avenida del Alcalde Portanet, en los últimos años el último tramo de dicha avenida ha pasado a  denominarse Avenida de Citroën. Por lo tanto, la carretera se inicia efectivamente en la rotonda en la que confluyen la Avenida de la Florida, la Avenida de Citroën y el tramo de circunvalación de Vigo denominado VI-30. Desde ahí sigue en dirección Sureste y atraviesa las parroquias viguesas de San Andrés de Comesaña, Corujo, Oya y Saiáns, rodeando a media altura los montes del Maúxo.
Entra a continuación en el ayuntamiento de Nigrán en dirección sur. Una vez pasada la capital del municipio, da origen al ramal de Nigrán de la  AG-57 , y continúa hasta Ramallosa. Allí se cruza con la  PO-340  que, en dirección este, sigue hacia Gondomar; y con la  PO-325  que, en dirección oeste, sigue hacia Praia América.
Una vez cruzada la desembocadura del río Miñor, entra en el ayuntamiento de Bayona siguiendo una dirección sursureste. Atraviesa Sabarís bordeando las marismas del Estuario del Miñor, la conexión con el ramal de Baiona de la  AG-57 , y posteriormente la propia villa de Bayona. Una vez ha dejado atrás la conexión Sur de la circunvalación de Baiona, continúa hasta cabo Silleiro, que supone el límite de la ría de Vigo.
Desde ahí, ya en dirección sur, a los pies de la sierra de la Groba, y a pocos metros del océano Atlántico, continúa hacia La Guardia (atravesando antes los lugares de Viladesuso y Oya, en el municipio de Santa María de Oya; y parte de la demarcación municipal del El Rosal).
Una vez en la villa de La Guardia, a los pies del Monte de Santa Tecla la carretera cambia su dirección hacia el Noreste, de forma que se extiende de forma paralela al curso inferior del río Miño, prácticamente desde su desembocadura. Atraviesa la parroquia de Salcidos (aún término municipal de La Guardia) y después la de Tabagón en El Rosal, en donde cruza el río Tamuxe. Posteriormente, ya en el ayuntamiento de Tomiño, pasa por Goián y se une un poco después con la  PO-344  (que en dirección norte sigue hacia la capital del municipio de Tomiño).
Desde ahí, en dirección Noreste la carretera entra en el término municipal de Tuy. Unos kilómetros después, en la parroquia de Areas (Tuy), se encuentra la rotonda en la que confluyen la  A-55  (Vigo - Tuy, por el interior), la  N-551  (Tuy - frontera con Portugal), y la  PO-552 . Esa rotonda supone el fin de la carretera.

## Nombres de los tramos urbanos
La  PO-552  recibe varias denominaciones en las distintas localidades que atraviesa. Así, en el término municipal de Vigo recibe el nombre de carretera de Camposancos (o estrada de Camposancos, en su versión gallega).
En el término municipal de Nigrán recibe los nombres de Avenida de Pablo Iglesias (en la parroquia de Priegue), Avenida do Val Miñor y a continuación Rúa Rosalía de Castro (en Nigrán capital) y Rúa Manuel Lemos en Ramallosa.
En el término municipal de Bayona recibe los nombres sucesivos de Avenida de Julián Valverde, Avenida de Sabarís, Estrada de Santa Marta, Avenida Monterreal y Avenida Joselín.
Cuando atraviesa la villa de Oya se denomina Rúa de Vista Alegre.
Ya en La Guardia se convierte en la Rúa de Puerto Rico y después Rúa de Galicia.
En Goián, ayuntamiento de Tomiño, recibe el nombre de Avenida de Brasil.

## Densidad de Tránsito
La densidad de tránsito de la carretera  PO-552  varía según el tramo. Así el tramo Vigo-Nigrán-Ramallosa-Baiona es el de mayor densidad porque sirve a una extensa área residencial cuya población realiza su jornada laboral principalmente en la ciudad de Vigo. A la altura de Corujo se estima la media en 15000 vehículos/día. La densidad de tránsito se multiplica en verano por varios motivos: zona de playas de los habitantes de Vigo (ida y vuelta en el día), zona de segundas residencias, y zona de veraneo de habitantes de regiones del interior (Galicia y resto de España). Las alternativas viarias a este tramo son la  AG-57 ,la  PO-325 , y el eje  PO-330  -  PO-331  -  PO-340 .
El tramo Baiona-A Guarda tiene una densidad de tráfico baja.
Con una densidad de tráfico intermedia, compuesta sobre todo de tráfico local, se encuentra el tramo La Guardia-Tuy. Para la descongestión de este tramo, se encuentra proyectada la futura Vía de Alta Capacidad Tui - A Guarda.

## Puntos negros
Según un informe de la Dirección General de Tráfico, uno de los 5 puntos negros de tráfico de la provincia de Pontevedra se encuentra en la  PO-552 . Concretamente en el punto kilométrico 4,5 sentido ascendente, donde en el año 2007 hubo 6 accidentes con víctimas.